# 施托特爾湖

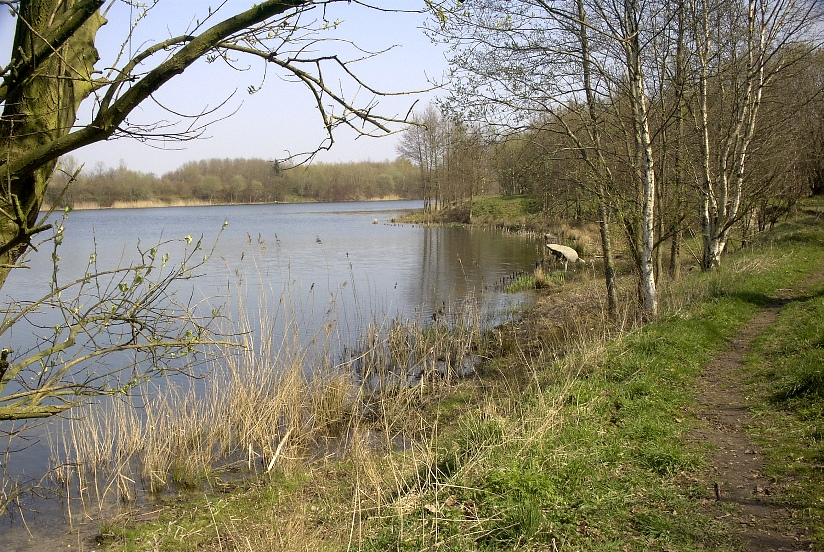

53°26′11″N 8°35′16″E / 53.436301°N 8.587903°E
施托特爾湖（德語：Stoteler See），是德國的湖泊，位於該國西北部，由下薩克森州負責管轄，處於洛克斯施泰特，長1公里、寬0.3公里，面積0.3平方公里，最大水深14.5米。